# غريغ ويتنغتون
غريغ ويتنغتون (بالإنجليزية: Greg Whittington) مواليد 7 فبراير 1993 في كولومبيا، هو لاعب كرة سلة أمريكي. بدأ مسيرته الاحترافية في سنة 2015. يلعب في دوري الرابطة الوطنية لفئة التطوير. يحمل الرقم 0. يبلغ طوله 6 قدم 9 بوصة (2.1 م). لعب مع سيدني كينجز في الدوري الأسترالي لكرة السلة.

## روابط خارجية
- غريغ ويتنغتون على موقع الدوري الأوروبي لكرة السلة (الإنجليزية)
- غريغ ويتنغتون على موقع إن بي أي (الإنجليزية)
- غريغ ويتنغتون على موقع دوري كرة السلة الياباني للمحترفين (اليابانية)
- غريغ ويتنغتون على موقع سبورتس رفرنس (الإنجليزية)
- غريغ ويتنغتون على موقع الدوري الإسباني لكرة السلة (الإسبانية)
- غريغ ويتنغتون على موقع كرة السلة الأوروبية.كوم (الإنجليزية)
- غريغ ويتنغتون على موقع إي إس بي إن.كوم (الإنجليزية)
- غريغ ويتنغتون على موقع كلية كرة السلة في سبورتس رفرنس.كوم (الإنجليزية)
- غريغ ويتنغتون على موقع ريلجم (الإنجليزية)
- غريغ ويتنغتون على موقع بروبوليرز (الإنجليزية)